# 이조 (육조)
이조(吏曹, 문화어: 리조)는 조선의 행정기관이다. 고려 성종 이전에는 선관(選官)이라 불렸고 고려 성종 이후에는 이부(吏部)라 불렸다. 그러다가 원나라가 고려를 지배하던 시기에는 전리사로 예부와 함께 통폐합되었다가 전조로 다시 분리되었고 이후 다시 병부, 예부와 통합되어 선부로 개편되었다가 공민왕 때는 다시 분리되어 이부가 되었고 그 뒤에 다시 전리사, 선부로 개칭을 거듭하다가 공양왕 말기에 이조로 개칭되었고 조선에서도 이게 이어졌다. 육조 가운데 우두머리에 해당하는 부서로 문관의 임용, 공훈 및 봉작, 인사 고과, 정무 등을 담당한다.
대한제국 고종 31년인 1894년에 실시된 갑오개혁 이후로는 내무아문을 거쳐서 내부로 바뀌었다가 일제강점기 조선총독부 때는 조선총독부 내무부와 총무부에서 조선시대 이조의 기능을 이어받았다.
이조 소속 부서로는 문선사, 고훈사, 고공사 등이 있었고, 소속 관청인 속아문(屬衙門)으로는 충익부, 내시부, 상서원, 종부시, 사옹원, 내수사, 액정서 등이 있었다.
고대 주나라에서 대총재(大冢宰)로 불렀다하여 옛스럽게 별칭으로 부르기도 하였다. 천관(天官)이라고도 한다.

## 청사
이조 청사는 경복궁 광화문 앞 세종대로의 동편에 있었으며, 판서, 참판, 참의 세 당상관이 근무하던 당상대청, 정랑과 좌랑이 근무하던 낭청대청 등의 건물이 존재하였다.

## 관직

### 본조
| 품계  | 관직 | 정원 | 비고 |
| ----- | ---- | ---- | ---- |
| 정2품 | 판서 | 1명  |      |
| 종2품 | 참판 | 1명  |      |
| 정3품 | 참의 | 1명  |      |
| 정5품 | 정랑 | 3명  |      |
| 정6품 | 좌랑 | 3명  |      |

### 역대 이조의 당상관들

#### 역대 이조판서

##### 이조전서

###### 태조
- 류량
- 심효생
- 이첨
- 변옥란

###### 정종
- 이첨

###### 태종
- 이첨
- 김첨
- 김한로

##### 이조판서

###### 태종
- 이직
- 남재
- 이직
- 남재
- 류량
- 윤저
- 이직
- 류정현
- 이천우
- 한상경
- 황희
- 박은
- 황희
- 박신
- 심온
- 이원
- 심온
- 정역

###### 세종
- 정역
- 박신
- 맹사성
- 윤곤
- 맹사성
- 허지
- 허조
- 황희
- 이맹균
- 허조
- 이맹균
- 이수
- 권진
- 조계생
- 허조
- 신개
- 이맹균
- 권도
- 하연(1437년)
- 홍여방
- 허성
- 최부
- 박안신
- 한확
- 박종우
- 정인지
- 이견기

###### 문종
- 권맹손
- 이사철

###### 단종
- 이사철
- 조극관
- 민신
- 정창손

###### 세조
- 정창손
- 박중손
- 권람
- 한명회
- 성봉조
- 구치관
- 최항
- 이극배
- 박원형
- 어효첨
- 김담
- 한계미
- 양성지
- 한계희
- 성임

###### 예종
- 성임
- 홍응
- 한계미

###### 성종
- 권감
- 한계미
- 구치관
- 권감
- 노사신
- 이극증
- 한계순
- 윤필상
- 한계순
- 정효상
- 윤필상
- 정효상
- 홍응
- 강희맹
- 박중선
- 서거정
- 이승소
- 한치례
- 어유소
- 이승소
- 정괄
- 한치례
- 정괄
- 이숭원
- 정난종
- 신준
- 허종
- 성준
- 정문형
- 노공필
- 이극균
- 성건
- 신승선
- 홍귀달
- 이극돈

###### 연산군
- 이극돈
- 유순
- 이세좌
- 신수근
- 강귀손
- 신수근
- 강귀손
- 허침
- 김수동
- 임사홍
- 유순정

###### 중종
- 유순정
- 성희안
- 유빈
- 안윤덕
- 유빈
- 이집
- 김응기
- 신용개
- 박열
- 이계남
- 송질
- 김전
- 박열
- 안당
- 송천희
- 박열
- 남곤
- 한세환
- 안당
- 이장곤
- 신상
- 남곤
- 심정
- 홍경주
- 권균
- 이항
- 김극성
- 장순손
- 김극핍
- 이행
- 김안로
- 윤은보
- 허굉
- 홍숙
- 이항
- 신공제
- 손중돈
- 홍숙
- 홍언필
- 장순손
- 한효원
- 김근사
- 김안로
- 이사균
- 김안로
- 심언광
- 김안로
- 심언경
- 황사우
- 심언광
- 권예
- 소세양
- 윤인경
- 소세양
- 성세창
- 윤인경
- 유관
- 양연
- 성세창
- 황헌
- 이언적
- 양연
- 유인숙
- 황헌
- 신광한

###### 인종
- 신광한
- 유인숙

###### 명종
- 유인숙
- 임백령
- 최보한
- 민제인
- 김광준
- 윤원형
- 상진
- 허자
- 윤원형
- 윤개
- 송세형
- 안현
- 이준경
- 조사수
- 이명
- 윤원형
- 안현
- 홍섬
- 윤춘년
- 심통원
- 김명윤
- 원계검
- 정유길
- 이량
- 권철
- 송기수
- 오겸
- 민기
- 박영준

###### 선조
- 박영준
- 이탁
- 홍담
- 박충원
- 박순
- 박충원
- 박순
- 오상
- 노수신
- 정유길
- 박영준
- 김귀영
- 박영준
- 정유길
- 박영준
- 강사상
- 박충원
- 정종영
- 정대년
- 노진
- 이문형
- 박대립
- 이산해
- 이이
- 이산해
- 정탁
- 이산해
- 이양원
- 정탁
- 권극례
- 이양원
- 임국로
- 홍성민
- 류성룡
- 최황
- 유홍
- 류성룡
- 황임
- 이원익
- 이산보
- 김응남
- 이덕형
- 이항복
- 김우옹
- 김찬
- 이기
- 홍진
- 이덕형
- 홍진
- 이헌국
- 윤승훈
- 이기
- 이헌국
- 윤승훈
- 정창연
- 심희수
- 이기
- 임국로
- 김명원
- 한응인
- 구사맹
- 심희수
- 유영경
- 이광정
- 기자헌
- 이광정
- 한효순
- 기자헌
- 박홍구
- 송언신
- 허욱
- 허성
- 성영
- 한효순
- 최천건
- 성영

###### 광해군
- 정창연
- 이상의
- 이정귀
- 윤방
- 정창연
- 박홍구
- 조정
- 한효순
- 민몽룡
- 유희발
- 민몽룡
- 조정

###### 인조
- 이광정
- 신흠
- 오윤겸
- 김류
- 장유
- 이수광
- 김상용
- 정경세
- 홍서봉
- 김상용
- 이귀
- 장유
- 최명길
- 이성구
- 이홍주
- 김상헌
- 최명길
- 이현영
- 강석기
- 남이공
- 이경석
- 이현영
- 남이웅
- 이명한
- 이경증
- 남이웅
- 이경증
- 김육
- 이경증
- 이식
- 이경석
- 이식
- 남이웅
- 조익
- 이행원
- 조경
- 정태화
- 민형남
- 한흥일
- 심액

###### 효종
- 심액
- 조경
- 이시백
- 임담
- 김집
- 이시백
- 한흥일
- 임담
- 정세규
- 김집
- 정세규
- 심액
- 심지원
- 이후원
- 남선
- 심지원
- 정유성
- 이후원
- 김익희
- 윤강
- 홍명하
- 채유후
- 송시열

###### 현종
- 송시열
- 송준길
- 홍명하
- 정치화
- 송시열
- 송준길
- 정치화
- 윤강
- 홍명하
- 김수항
- 윤강
- 김수항
- 박장원
- 김수항
- 박장원
- 김수항
- 박장원
- 김좌명
- 송준길
- 이경억
- 박장원
- 이경휘
- 민정중
- 박장원
- 이경억
- 조복양
- 김수항
- 이경억
- 홍처량
- 이상진
- 홍처량

###### 숙종
- 홍처량
- 민정중
- 이정영
- 오시수
- 김휘
- 허목
- 윤휴
- 민희
- 목내선
- 민점
- 홍우원
- 오시수
- 홍우원
- 이원정
- 정재숭
- 이상진
- 김석주
- 이단하
- 이숙
- 이인서
- 이숙
- 신정
- 이익
- 여성제
- 이숙
- 이민서
- 여성제
- 조사석
- 여성제
- 이숙
- 여성제
- 박세채
- 유상운
- 박세채
- 이익상
- 이익
- 남용익
- 심재
- 이관징
- 유명천
- 유명현
- 이관징
- 유명현
- 오시복
- 이현일
- 유상운
- 신익상
- 윤지선
- 박태상
- 최석정
- 윤증
- 이세화
- 이여
- 이세백
- 신완
- 최규서
- 이세화
- 민진주
- 박세당
- 이여
- 홍수헌
- 김구
- 김창집
- 이유
- 이이명
- 홍수헌
- 서종태
- 홍수헌
- 이인엽
- 조태채
- 이익수
- 조상유
- 이인엽
- 조상우
- 이돈
- 최석항
- 이돈
- 김우항
- 최석항
- 조상우
- 이돈
- 조태구
- 이돈
- 조태구
- 권상하
- 윤덕준
- 송상기
- 이건명
- 송상기
- 황흠
- 송상기
- 황흠
- 이건명
- 박권
- 송상기
- 조태채
- 윤덕준
- 최석항
- 송상기
- 이만성
- 송상기
- 정호
- 권상유
- 송상기
- 권상유
- 이관명
- 권상유

###### 경종
- 조태구
- 민진원
- 송상기
- 권상유
- 송상기
- 이의현
- 최석항
- 권상유
- 심단
- 이조
- 이광좌
- 이조
- 유봉휘
- 이태좌
- 유봉휘
- 이조

###### 영조
- 이조
- 민진원
- 이의현
- 이병상
- 심택현
- 오명항
- 이태좌
- 윤순
- 김동필
- 이집
- 조문명
- 송인명
- 김흥경
- 조상경
- 심택현
- 김취로
- 김재로
- 송인명
- 조현명
- 이유
- 조현명
- 송진명
- 조상경
- 윤유
- 윤혜교
- 송진명

- 조상경

- 이덕수

- 조현명

- 박사수

- 윤혜교

- 조현명

- 조상경

- 민응수

- 조상경

- 서종옥

- 정석오

- 민응수

- 이기진

- 민응수

- 정우량

- 이기진

- 이종성

- 민응수

- 이주진

- 박필주

- 정우량

- 김약로

- 서종급

- 신만

- 서명빈

- 이종성

- 정우량

- 원경하

- 신만

- 김상로

- 이천보

- 조재호

- 조영국

- 서명빈

- 조영국

- 홍봉한

- 신만

- 홍계희

- 김상성

- 신만

- 이성중

- 정휘량

- 이성중

- 이후

- 윤득제

- 홍계희

- 이정보

- 이후

- 이종백

- 권혁

- 이종백

- 조운규

- 이창의

- 이철보

- 민백상

- 이창수

- 한익모

- 이익보

- 한익모

- 이익보

- 김상복

- 한익모

- 김상복

- 서지수

- 이정보

- 한익모

- 김치인

- 한익모

- 김치인

- 김양택

- 김상복

- 이창의

- 김양택

- 김상복

- 서지수

- 한익모

- 윤급

- 홍계희

- 이창수

- 윤급

- 김양택

- 황인검

- 윤급

- 홍계희

- 김상철

- 이창수

- 김양택

- 신회

- 한익모

- 이익보

- 신회

- 김치인

- 황인검

- 서지수

- 박상덕

- 정홍순

- 서지수

- 정홍순

- 조명정

- 윤급

- 남태제

- 정홍순

- 신회

- 이창수

- 남태제

- 정실

- 이익보

- 홍낙성

- 조돈

- 신회

- 정실

- 정홍순

- 조명정

- 정실

- 홍인한

- 조명정

- 신회

- 남태제

- 한광희

- 이창수

- 신회

- 한광희

- 박상덕

- 이은

- 조엄

- 박상덕

- 윤득양

- 이최중

- 윤동섬

- 박상덕

- 이최중

- 서명응

- 이은

- 조엄

- 이최중

- 서명응

- 이담

- 이은

- 서명응

- 박상덕

- 조엄

- 원인손

- 서명응

- 원인손

- 남태제

- 윤동섬

- 박상덕

- 이창수

- 조엄

- 김치인

- 이최중

- 정존겸

- 이은

- 서명응

- 박상덕

- 원인손

- 박상덕

- 원인손

- 이최중

- 원인손

- 이담

- 이최중

- 이담

- 한광회

- 박상덕

- 이담

- 한광회

- 이담

- 박상덕

- 조엄

- 조명정

- 한광회

- 박상덕

- 한광회

- 이담

- 김종정

- 정상순

- 김종정

- 이담

- 조중회

- 조엄

- 정상순

- 박상덕

- 이담

- 서명응

- 조엄

- 김종정

- 서명응

- 조엄

- 서명선

- 심수

###### 정조
- 서명선

- 이휘지

- 황경원

- 이중호

- 이휘지

- 서명선

- 정홍순

- 이중호

- 이휘지

- 김종수

- 이중호

- 김종수

- 홍낙순

- 정상순

- 이휘지

- 김종수

- 송덕상

- 이중호

- 김종수

- 정민시

- 김종수

- 홍낙명

- 김종수

- 이복원

- 이연상

- 김익

- 홍낙성

- 이연상

- 정민시

- 김종수

- 이연상

- 이명식

- 김화진

- 김종수

- 유언호

- 서호수

- 김종수

- 서유린

- 정상순

- 이재간

- 서호수

- 조시준

- 김이소

- 김종수

- 이명식

- 정상순

- 서호수

- 조시준

- 김노진

- 김이소

- 이명식

- 유언호

- 이재간

- 윤시동

- 김이소

- 오재순

- 이갑

- 이문원

- 오재순

- 정창순

- 이명식

- 송재경

- 오재순

- 정창순

- 송재경

- 오재순

- 이갑

- 이재간

- 정창순

- 오재순

- 이문원

- 김이소

- 김종수

- 김이소

- 오재순

- 홍양호

- 오재순

- 홍양호

- 이갑

- 오재순

- 홍양호

- 이갑

- 서호수

- 정창순

- 김문순

- 이갑

- 오재순

- 김문순

- 김사목

- 김이소

- 김사목

- 이문원

- 이갑

- 서유린

- 정민시

- 정창순

- 서유방

- 이병정

- 김문순

- 이문원

- 이갑

- 이문원

- 김사목

- 김문순

- 김사목

- 이치중

- 이병정

- 김재찬

- 민종현

- 김재찬

- 이치중

- 서정수

- 윤시동

- 심환지

- 김재찬

- 심환지

- 이병정

- 정민시

- 민종현

- 송환기

- 심환지

- 민종현

- 김재찬

- 김문순

- 김화진

- 김재찬

- 이시수

- 김재찬

- 홍양호

- 김문순

- 서용보

- 김문순

- 서용보

- 김문순

- 이만수

- 이병정

###### 순조
- 김재찬
- 조진관
- 이직보
- 서매수
- 윤행임
- 한용귀
- 서정수
- 이직보
- 김조순
- 김관주
- 서매수
- 이서구
- 서매수
- 정대용
- 조진관
- 이서구
- 서매수
- 이서구
- 김달순
- 황승원
- 이익모
- 김사목
- 이만수
- 박종례
- 김문순
- 조득영
- 이시원
- 조윤대
- 남공철
- 한만유
- 남공철
- 김희순
- 조상진
- 서영보
- 이면긍
- 박종경
- 박종래
- 조윤대
- 남공철
- 심상규
- 이면긍
- 박종경
- 남공철
- 박종래
- 한만유
- 이면긍
- 조윤대
- 김희순
- 심상규
- 박종래
- 조상진
- 남공철
- 이조원
- 박윤수
- 이조원
- 김이양
- 박종경
- 한용탁
- 김이양
- 이조원
- 박종래
- 박종경
- 김이양
- 남공철
- 박윤수
- 이호민
- 남공철
- 이조원
- 이희갑
- 이호민
- 정상우
- 이호민
- 심상규
- 임한호
- 이희갑
- 이존수
- 이조원
- 이상황
- 김이교
- 김노경
- 홍희신
- 김시근
- 김노경
- 이헌기
- 김이교
- 김재창
- 이조원
- 박종훈
- 이희갑
- 이석규
- 심상규
- 김상휴
- 이석규
- 조만영
- 김이재
- 김재창
- 김이교
- 김교근
- 조만영
- 박종훈
- 김로
- 정만석
- 김유근
- 김재창
- 서능보
- 조종영
- 김로
- 서능보
- 이면승
- 홍희준
- 심능악
- 이광문
- 이지연
- 서준보
- 박종훈
- 홍석주
- 박기수

###### 헌종
- 조인영
- 서유구
- 김학순
- 김기은
- 서경보
- 김재창
- 신재식
- 조봉진
- 심능악
- 조봉진
- 이기연
- 정원용
- 조인영
- 권돈인
- 송면재
- 김홍근
- 권돈인
- 이기연
- 박기수
- 홍경모
- 권돈인
- 김난순
- 김좌근
- 조병현
- 김도희
- 이광정
- 박회수
- 박기수
- 조병귀
- 박영원
- 김흥근
- 김이재
- 김흥근
- 홍경모
- 서희순
- 김동건
- 서희순
- 조기영
- 조학년
- 이약우

###### 철종
- 이헌구
- 이노병
- 조두순
- 김흥근
- 이헌구
- 이기우
- 조두순
- 김수근
- 서기순
- 이학수
- 김기만
- 윤정현
- 김수근
- 이계조
- 서희순
- 홍종영
- 김병기
- 이학수
- 김보근
- 윤치수
- 이돈영
- 김병기
- 서염순
- 김병학
- 남병철
- 김병국
- 이종우
- 홍종응
- 김병국
- 김학성
- 이돈영
- 서유훈
- 김병교
- 정기세
- 홍열모
- 홍종응
- 홍열모

###### 고종
- 김병학
- 조득림
- 윤치정
- 김병국
- 강시영
- 홍종서
- 이시원
- 홍원섭
- 이경재
- 이의익
- 심경택
- 조득림
- 홍순목
- 이재원
- 이원명
- 홍순목
- 송근수
- 조헌영
- 조석우
- 김병기
- 김병덕
- 서헌순
- 한계원
- 김병교
- 조병창
- 박승휘
- 남상길
- 김대근
- 조병창
- 김세균
- 남성원
- 최우형
- 김대근
- 임백수
- 신석희
- 조병휘
- 이재원
- 이승보
- 김세균
- 이명적
- 임긍수
- 이근우
- 엄석정
- 조기응
- 김병운
- 송정화
- 조병창
- 신석희
- 김병기
- 박효정
- 신응조
- 조기응
- 김재현
- 이흥민
- 민규호
- 이우
- 오취선
- 정기세
- 김보현
- 이풍익
- 김병덕
- 박제인
- 김병시
- 홍우길
- 민치상
- 조성하
- 윤자덕
- 민겸호
- 김병덕
- 송근수
- 조영하
- 민태호
- 심순택
- 김상현
- 서당보
- 이호준
- 정건조
- 김병시
- 이근필
- 이재면
- 허전
- 이호준
- 민영위
- 정범조
- 이재원
- 민영목
- 조석여
- 홍종운
- 김병시
- 심이택
- 윤자승
- 김유연
- 이재원
- 이호준
- 윤병정
- 민영위
- 윤병정
- 이병문
- 이명응
- 정순조
- 서형순
- 윤병정
- 홍종운
- 김유연
- 김수현
- 민응식
- 김영수
- 홍종헌
- 서형순
- 조석여
- 박제관
- 이교익
- 정기회
- 김유연
- 홍종헌
- 심이택
- 정기회
- 이병문
- 홍종헌
- 서형순
- 조봉하
- 서진순
- 조재순
- 홍우길
- 김수현
- 이재원
- 윤병정
- 조병세
- 민영익
- 한장석
- 조병세
- 김수현
- 조강하
- 김수현
- 정해륜
- 윤우선
- 정태호
- 심이택
- 조경하
- 조병식
- 정태호
- 민영상
- 민영소
- 이순익
- 민영준
- 이헌직
- 이재완
- 이승오
- 정해윤
- 김성근
- 민영규
- 김수현
- 심상훈
- 김영철
- 심상훈
- 조동연
- 민영환
- 윤용구
- 이승오
- 이유승
- 이정로
- 남정순

## 소속 부서
이조 본청에는 3개 부서가 있었다. 각 3명의 정랑, 좌랑 가운데 각 1명이 각 부서를 하나씩 맡았다.

### 문선사
문선사(文選司)는 종친이나 문관, 잡직, 승직을 임명하고, 고신과 녹패를 발급하며, 홍패와 백패를 발급하고, 임시직의 임명 및 취재, 개명, 관리의 오직이나 강상죄의 범인 대장 관리를 담당한다.

### 고훈사
고훈사(考勳司)는 종친 관리와 공신의 작위 관리, 추증, 증시, 향관의 선정, 노인직과 명부(命婦)의 직첩을 발급하는 등의 일을 담당한다.

### 고공사
고공사(考功司)는 문관의 공과를 파악하고, 휴가나 각 사의 아전의 근무일수와 향리의 자손들에 대한 분간 처리 등을 담당한다.

## 기타
이조 관청은 조선왕조 6조 가운데 가장 선망되었다. 또 조선왕조 초기에 공이 있고 덕이 있는 신하 혹은 공신이나 원로대신들에게 주는 직책으로 판이조사(判吏曹事)가 있었다. 녹봉만 받고 실제 이조 업무는 행사하지 않는 명예직에 가까웠다.

## 속아문
- 충익부
- 내시부
- 상서원
- 종부시
- 사옹원
- 내수사
- 액정서